# Charles Manners (4. książę Rutland)
Charles Manners, 4. książę Rutland KG (ur. 15 marca 1754, zm. 24 października 1787 w Dublinie) – brytyjski arystokrata i polityk.

## Życiorys

### Wczesne lata życia
Był najstarszym synem Johna Mannersa, markiza Granby, i lady Frances Seymour, córki 6. księcia Somerset. Od 1760 r. nosił tytuł grzecznościowy „lorda Roos”, a od 1770 r. „markiza Granby”. Wykształcenie odebrał w Eton College oraz w Trinity College na Uniwersytecie Cambridge. Studia ukończył w 1774 r. z tytułem magistra sztuk. W tym samym roku został wybrany do Izby Gmin jako reprezentant okręgu Cambridge University.

### Kariera w parlamencie
Lord Granby należał do grona przeciwników rządu lorda Northa i związał się ze stronnictwem wigów lorda Rockinghama. Swoją pierwszą mowę w parlamencie wygłosił 5 kwietnia 1775 r. Poparł w niej postulat wolnego handlu z koloniami amerykańskimi. Zwrócił wówczas na siebie uwagę lorda Chathama i zaprzyjaźnił się z jego synem, Williamem Pittem Młodszym. Podczas wojny o niepodległość Stanów Zjednoczonych był zwolennikiem negocjacji z kolonistami. W 1779 r. zmarł jego dziadek John (ojciec zmarł w roku 1770) i Charles zasiadł w Izbie Lordów jako 4. książę Rutland. W 1780 r. umożliwił Pittowi uzyskanie mandatu deputowanego z okręgu Appleby.
Kiedy Francja przyłączyła się do wojny w Ameryce jako sojusznik kolonistów, Rutland otrzymał w 1779 r. nominację na pułkownika milicji hrabstwa Leicestershire oraz został lordem namiestnikiem tego hrabstwa. W 1782 r. został kawalerem Orderu Podwiązki. W 1783 r. został na krótko Lordem Stewardem.

### Minister
Kiedy w grudniu 1783 r. premierem został William Pitt Młodszy, Rutland otrzymał stanowisko lorda tajnej pieczęci. 11 lutego 1784 r. został lordem namiestnikiem Irlandii. Należał do grona zwolenników unii Irlandii i Wielkiej Brytanii. Rutland cieszył się popularnością w Irlandii. Słynął z bankietów wydawanych w zamku dublińskim. Latem 1787 r. zachorował podczas podróży po kraju. Zmarł w 1787 r. w Phoenix Park Lodge na zapalenie wątroby.

## Życie prywatne

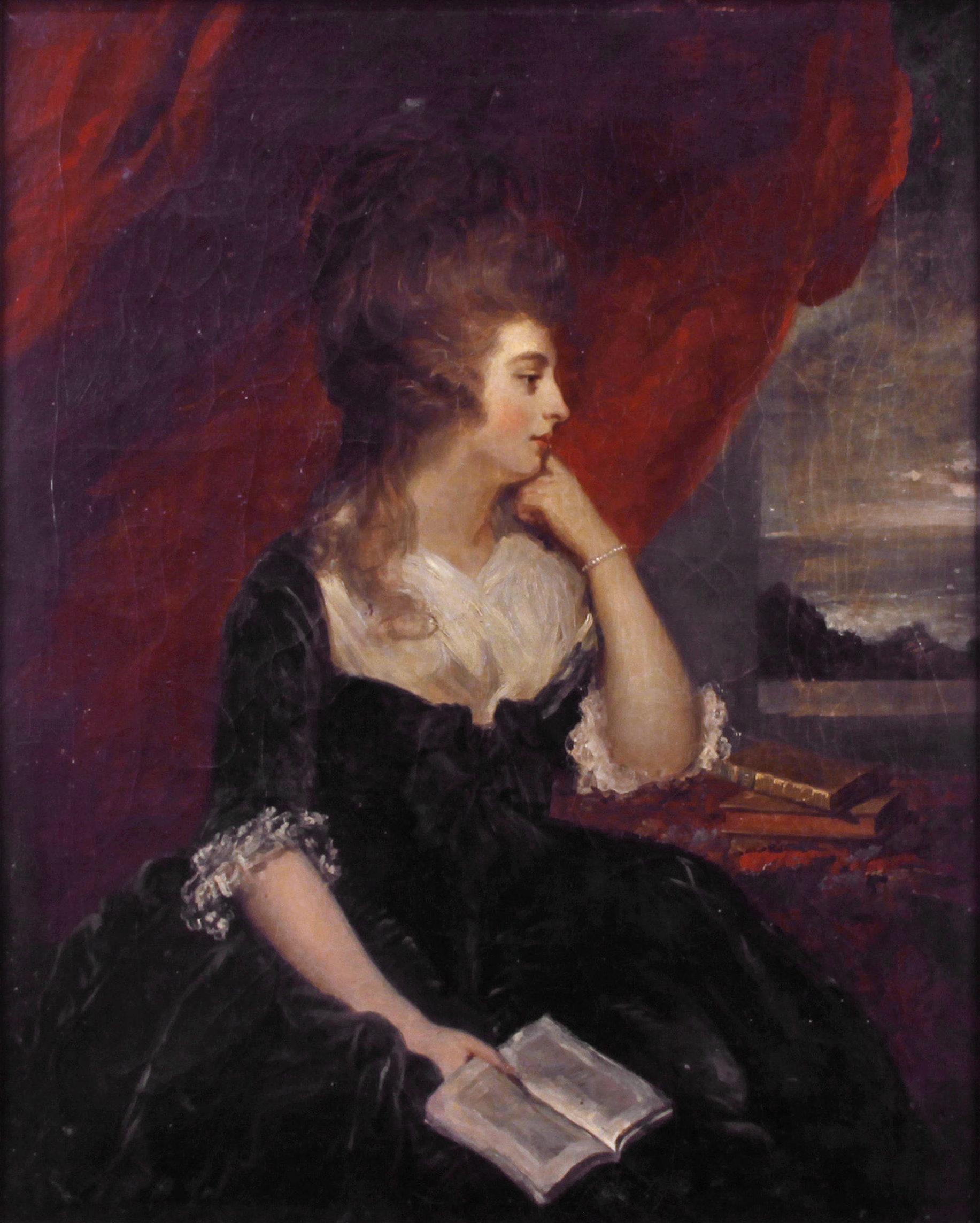
Mary Isabellę Somerset

26 grudnia 1775 r. poślubił słynną z urody lady Mary Isabellę Somerset (1 lipca 1756 – 2 września 1831), córkę Charlesa Somerseta, 4. księcia Beaufort, i Elizabeth Berkeley, córki Johna Symesa Berkeleya. Charles i Mary mieli razem czterech synów i dwie córki:
- Elizabeth Isabella Manners (zm. 5 października 1853), żona Richarda Normana, miała dzieci
- Katherine Mary Manners (zm. 1 maja 1829), żona Cecila Welda-Forestera, 1. barona Forester, miała dzieci
- John Henry Manners (4 stycznia 1778 – 20 stycznia 1857), 5. książę Rutland
- Charles Henry Somerset Manners (24 października 1780 – 25 maja 1855)
- Robert William Manners (14 grudnia 1781 – 15 listopada 1835)
- William Robert Albanac Manners (1783–1793)